# Obbola

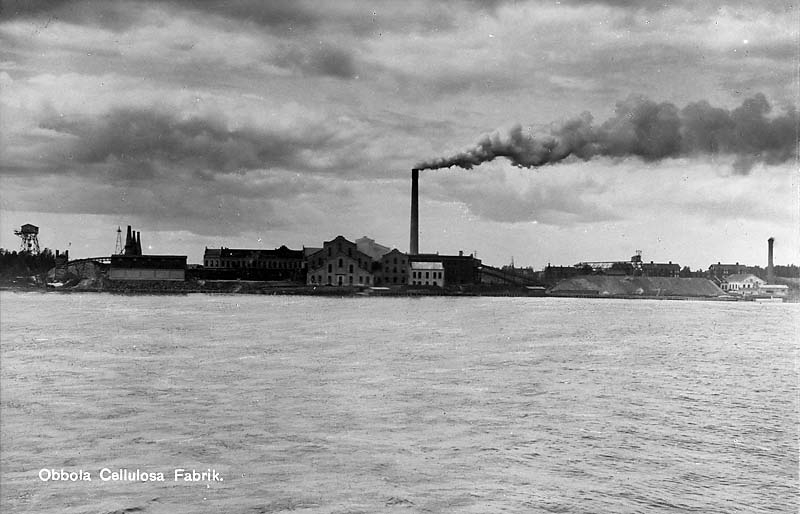
Obbola cellulosafabrik 1930

Obbola is een plaats in de gemeente Umeå in het landschap Västerbotten en de provincie Västerbottens län in Zweden. De plaats heeft 2175 inwoners (2005) en een oppervlakte van 255 hectare. De plaats ligt op het eiland Obbalaön, dit eiland heeft verschillende brugverbindingen met het vasteland, ook mondt de rivier de Umeälven bij de plaats uit in de Botnische Golf en loopt de Europese weg 12 door het dorp.